# Gotard
Gotard – imię męskie pochodzenia germańskiego. Wywodzi się ze złożenia słów god – bóg i hard – dzielny.
Gotard imieniny obchodzi 5 maja, 6 lipca